# 唐·亨斯坦
唐·亨斯坦 （英語：Don Hunstein, 1928年11月19日—2017年3月18日) 是一位美国摄影师。

## 生平
唐·亨斯坦出生在一个普通家庭，父亲是铁路工人，母亲是家庭主妇。1950年他毕业于圣路易斯华盛顿大学英语文学专业，拥有一台徕卡相机相机之后踏上摄影之路。后至美国空军駐英國部隊服役，1954年返回美国定居在纽约。1955年开始在哥伦比亚唱片公司工作。 1986年离开该唱片公司。 2013年他的一些照片被出版在书籍《Keeping Time: The Photographs of Don Hunstein》之中。 他最有名的一张照片来自于鲍勃·迪伦挽着女友苏西·罗托洛穿过薄雪的街道: 这张照片成为鲍勃·迪伦的专辑 The Freewheelin' Bob Dylan的封面照片。
2017年3月18日在纽约曼哈顿去世，死因是阿兹海默症，享年88岁。

## 画廊

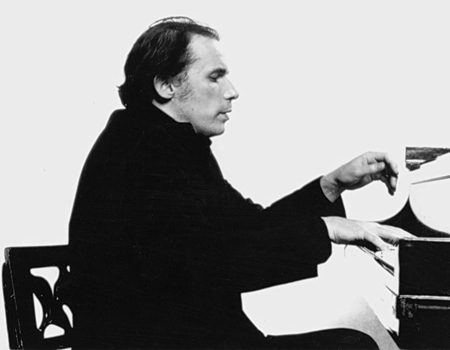
正在演奏中的加拿大钢琴演奏家格连·古尔德，唐·亨斯坦拍摄